# Solotvîne, Șostka
Solotvîne (în ucraineană Солотвине) este un sat în comuna Klîșkî din raionul Șostka, regiunea Sumî, Ucraina.

## Demografie
Componența lingvistică a localității Solotvîne
     Ucraineană (100%)
Conform recensământului din 2001, toată populația localității Solotvîne era vorbitoare de ucraineană (100%).